# Pierre Joseph Desault
Pierre-Joseph Desault, nascut a Magny-Vernois (Alt Saona) el 6 de febrer, en el si d'una família rural de set fills, i mort a París l'1 de juny del 1795, fou un anatomista i cirurgià francès. Va ser metge del fill de Lluís XVII de França durant el seu empresonament a la presó de la Tour du Temple, durant la Revolució francesa.

## Carrera professional

### Època prèvia a la Revolució francesa
Després d'adquirir la seva vocació quirúrgica amb el cirurgià - barber de la seva ciutat
natal, va aprendre anatomia i cirurgia a l'Hospital Militar de Belfort. Es va traslladar a Paris en 1764 a l'edat de 20 anys, va obrir una escola d'anatomia en l'hivern de 1766, i va gaudir de cert èxit. Va aprendre l'art de la cirurgia de Petit i altres cirurgians cèlebres de l'època. En la seva carrera professional va ser nomenat successivament professor de l'"École Pratique", membre del Col·legi de Cirurgia (1776), cirurgià en cap de l'Hospital de la Charité el 1782 i posteriorment l'Hospital de l'Hôtel-Dieu el 1788.

### Revolució Francesa
Durant la Revolució Francesa, es va abocar totalment a la cura de malalts i ferits. Va ser triat en 1792 membre del Comitè de Salut Militar i nomenat professor de Clínica Qurúrgica a la nova Escola de Salut. Tot i això, el 28 de maig de 1793, va ser arrestat com a sospitós, però aconseguí el seu alliberament per una cinquantena de metges que van remetre a Antoine-François Fourcroy, prestigiós diputat de la Convenció Nacional, una petició intercedint per la seva llibertat. Se li va encarregar assistir el 1795 al fill de deu anys de Lluís XVI de França, hereu al tron i proclamat rei com a Lluís XVII de França pels monàrquics en ser guillotinat el seu pare en 1793, i que moriria aquest mateix any a la presó. Desault també va morir llavors, a l'edat de 51 anys, i va córrer el rumor que havia estat enverinat per haver-se negat a executar certs projectes criminals del govern revolucionari contra el fill de Lluís XVI de França. L'autòpsia, efectuada al cadàver de Pierre Joseph Desault, no va trobar cap rastre de verí.

## Aportació mèdica de Desault

### Professor i cirurgià
Pierre Joseph Desault es va llaurar un enorme prestigi en la seva època tant com a cirurgià com a professor. Les seves classes d'Anatomia es caracteritzaven per ser impartides amb la dissecció de cadàvers i no amb la simple ajuda d'il·lustracions o imatges de cera. Va contribuir de forma important al desenvolupament de l'anatomia quirúrgica. La cirurgia li deu un gran nombre d'innovacions i perfeccionaments, entre els quals destaquen els seus instruments per al tractament de les fractures i per a les malalties de les vies urinàries. Entre els seus alumnes més insignes figuren Xavier Bichat i Dominique-Jean Larrey
Dins del seu estimat Hotel-Diu pernoctava en les nits per tal d'atendre les urgències (Es pot considerar el pare de la cirurgia de trauma mundial), així com el sistema clínic d'ensenyament. Va idealitzar el sistema de les residències mèdiques més de 100 anys abans que Halsted, s'iniciava a les 07:00 amb pas de visita, 1000 am curacions, classe a les 12:00, dissecció de cadàvers a la tarda, va dissenyar un sistema d'amputació que substituïa tot allò concebut per Cels i Paré i va iniciar l'escola que culminaria en els procediments de Larrey, Farabeuf, Sédillot, Malgaigne, Montes de Oca i Le Fort.

### Publicacions
No va realitzar publicacions per si mateix, però les seves aportacions es van difondre i són conegudes per altres autors:
- François Chopart, amic seu, en el Tractat de Malalties Quirúrgiques, redactat en comú amb Desault, 1780
- Xavier Bichat, va publicar sota el seu nom, de forma pòstuma, 4 volums de les "Oeuvres chirurgicales", 1798-1799.